# Torre del Rellotge (Caldes de Montbui)
La Torre del Rellotge és una obra de Caldes de Montbui (Vallès Oriental) inclosa a l'Inventari del Patrimoni Arquitectònic de Catalunya.

## Descripció
És un element arquitectònic de planta rectangular i dos pisos d'alçada rematat per una campana amb una estructura metàl·lica. Construcció de totxana arrebossada exteriorment, els forjats i l'escala d'accés als nivells superors estan en mal estat. Les façanes estan decorades amb cercles i mollures que separen els pisos.

## Història
Antic rellotge de l'agregat de Sant Sebastià de Montmajor, situat entre el nucli de l'església i el nucli de baix, d'una manera equidistant perquè fos sentit per tots els veïns de la contrada. Actualment en desús.